# Johann Friedrich Callisen

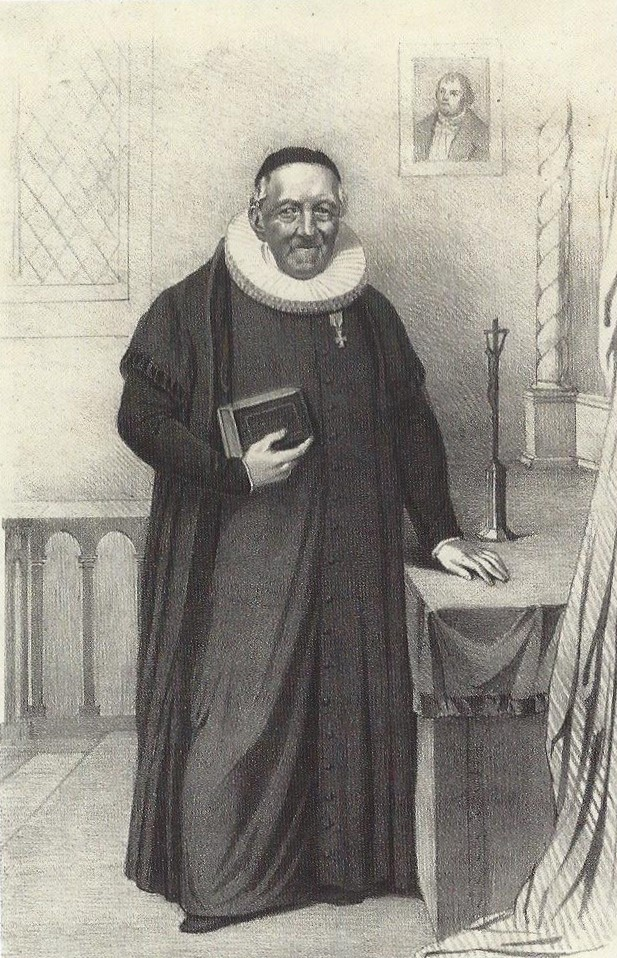
Johann Friedrich Callisen

Johann Friedrich Leonhard Callisen (* 2. August 1775 in Zarpen; † 26. März 1864 in Rendsburg) war ein deutscher evangelischer Geistlicher und  Politiker des Herzogtums Holstein. Er vertrat die Geistlichkeit als Abgeordneter in der Holsteinischen Ständeversammlung.

## Leben
Nach dem Besuch der Schule immatrikulierte Callisen sich an der Theologischen Fakultät und begann nach erfolgreichen Studium seine Karriere im Dienst der Kirche. 1811 stieg er bis zum Propst in Rendsburg auf.
Später erfolgte seine Ernennung zum Abgeordneten der Geistlichkeit in der Holsteinischen Ständeversammlung. In dieser vertrat er deutsch-gesinnte Positionen eines vereinten Schleswig-Holsteins. In diesem Sinne hielt er auch die Altar-Predigt zur Eröffnung der Vereinigten Ständeversammlung am 3. April 1848 in der Garnisonkirche von Rendsburg, in welcher er die Schleswig-Holsteinische Erhebung mit den Worten begrüßte: „Ein kräftiges Gebet für den glücklichen Erfolg unserer gerechten Sache und unsere Waffen.“
Callisen war Vetter des Generalsuperintendenten Christian Friedrich Callisen. Am 18. Februar 1808 heiratete er  Dorothea Maria Römer. Aus der Ehe stammt der Sohn Leonhard Friedrich Christian Callisen.
Am 31. Juli 1815 wurde ihm der Dannebrogorden (Ritter) verliehen.